# Famille de Voyer de Paulmy d'Argenson
Pour les articles homonymes, voir Voyer.
La famille de Voyer de Paulmy ou famille de Voyer d'Argenson, est une famille subsistante issue de la noblesse française, qui s'est illustrée dans les deux derniers siècles de l'Ancien Régime français.

## Histoire
Originaire de Touraine, cette famille établit sa filiation noble depuis 1374. La présence des Voyer est attestée depuis 1244 avec Étienne Voyer, le premier seigneur de Paulmy (arrondissement de Loches) connu, terre dont les aînés prenaient le nom. Toutefois, sans preuves de filiation, ce personnage ne peut être rattaché à ce jour à la famille Voyer de Paulmy d'Argenson.
Elle posséda ensuite la terre d'Argenson, située près de Sainte-Maure-de-Touraine et qui fut érigée en marquisat en 1700 par le roi Louis XIV.

## Liens de filiation entre les personnalités
- Jean Voyer (1500-1571), seigneur de Paulmy, gouverneur et grand bailli de Touraine. Il épouse Jeanne Gueffault, dame héritière d'Argenson.
  - René de Voyer d'Argenson, vicomte de Paulmy (1539 à Paulmy (Touraine) - 1586). Il épouse Claude Turpin de Crissé.
    - Louis de Voyer d'Argenson, vicomte de Paulmy (1581-1651), grand bailli de Touraine. Il épouse Françoise de Larcé.
      - Gabriel de Voyer de Paulmy d'Argenson, évêque de Rodez (1666-1682).

  - Pierre Voyer ( -1616), écuyer, seigneur de La Ballotière et d'Argenson, bailli du duché de Touraine. Il épouse ÉLisabeth Hurault de Boistaillé.
    - René de Voyer de Paulmy d'Argenson (1596-1651), conseiller d'État et ambassadeur à Venise. Le 17 février 1622 à Paris, il épouse Hélène de La Font.
      - René de Voyer de Paulmy d'Argenson (1623-1700), ambassadeur à Venise. Il épouse Marguerite Houlier de La Pouyade.
        - Marc René de Voyer de Paulmy d'Argenson (1652-1721), lieutenant général de police, garde des sceaux, ministre d’État, élu à l'Académie française. Il épouse Marguerite Le Fèvre de Caumartin.
          - René Louis de Voyer de Paulmy d'Argenson (1694-1757), secrétaire d'État des Affaires étrangères de Louis XV. Il épouse Marie-Madeleine Françoise Meliand.
            - Antoine-René de Voyer de Paulmy d'Argenson (1722-1787), succède à son oncle comme secrétaire d'État de la Guerre.

          - Marc Pierre de Voyer de Paulmy d'Argenson (1696-1764), secrétaire d'État de la Guerre de Louis XV.
            - Marc-René de Voyer d'Argenson (1722-1782), lieutenant général des armées du roi, directeur des Haras, puis gouverneur du château de Vincennes. Il épouse Joséphine Marie Constance de Mailly d'Haucourt.
              - Marc-René-Marie de Voyer de Paulmy d'Argenson (1771-1842) s'illustre par son opposition – tardive – à Napoléon en tant que préfet des Deux-Nèthes (Anvers), puis, député de 1815 à 1834 presque sans interruption, par son rejet toujours plus radical de la Restauration  et de la monarchie de Juillet.
                - Charles Marc-René de Voyer de Paulmy d'Argenson (1796-1862). Il épouse Anne-Marie Faure.
                  - Marc-René Marie de Voyer de Paulmy d'Argenson (1836-1897). Il épouse Marie Elisabeth Charlotte d'Argout.
                    - Pierre Marc de Voyer de Paulmy d'Argenson (1877 - mort pour la France en 1915), député de la Vienne. Il épouse avec Elisabeth Marie Marguerite Alexandrine Lanjuinais.
                      - Marc-Pierre d'Argenson (1906-1975), résistant, diplômé de Saint-Cyr, officier de chasseurs alpins, fait prisonnier en juin 1940. Il crée en captivité un cercle de Gaulle qui lui vaut d’être transféré au camp de représailles de Lübeck, l’Oflag XC. Après la guerre, il est magistrat militaire à Oran puis observateur de l’Onu en Palestine, avant de s’investir dans la vie intellectuelle. Il collabore à la revue des Annales et reste proche de Fernand Braudel. Il est l’auteur de plusieurs ouvrages, dont Pétain et le Pétinisme, essai de psychologie, écrit en 1953 et couronné du prix de la Résistance, livre dénonçant la collaboration, dans lequel il vit un déshonneur et une lâcheté. Le 30 mars 1940 à La Jumellière, il épouse Odette Marie Isabelle de Polignac.
                        - d'Argenson épouse Y.
                          - Jean-Denis de Voyer, marquis d'Argenson (1952), haut fonctionnaire, ancien élève de l'École nationale d'administration.

        - François-Elie de Voyer de Paulmy d'Argenson, archevêque de Bordeaux (1656-1728).

      - Pierre de Voyer d'Argenson (1626-1710), gouverneur général du Canada.

## Iconographie
Un portrait à la gouache de Marc René de Voyer de Paulmy, marquis d'Argenson, Garde des Sceaux (1718-1720) d'après Hyacinthe Rigaud (école française début XVIIIe siècle) dans un rare encadrement en bois sculpté et doré armorié, provenant du château de Goulaine (Loire-Atlantique), a fait partie des ventes aux enchères publiques des 6, 7 et 8 juin 2009 au château de Cheverny (repr. coul. sous le no 157 du catalogue - arch pers.).
Une "table mécanique" (à écrire) par Jean-François Oeben (vers 1760-1761), présumée lui avoir été commandée par Marc Pierre de Voyer de Paulmy, comte d'Argenson, qui prit une part importante à la construction de l'Ecole Militaire de Paris inaugurée en 1760, appartenant à la fondation Calouste-Gulbenkian à Lisbonne, est reproduit par Françoise Rouge dans Chefs-d'œuvre du Gulbenkian exposés à Versailles (L'Estampille - L'Objet d'art no 354/janvier 2001, p. 40 et 41)

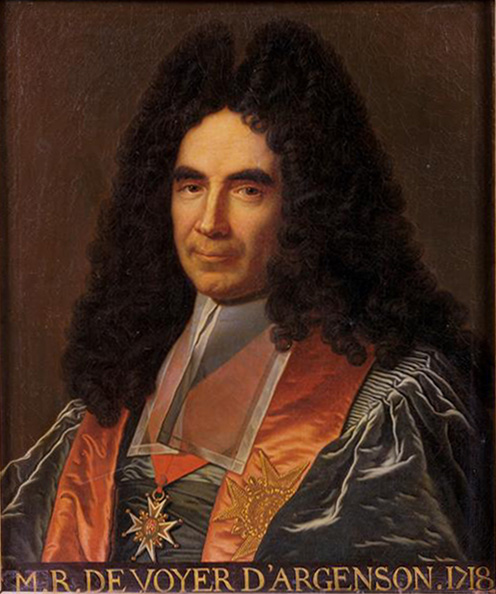
Marc-René de Voyer de Paulmy d'Argenson
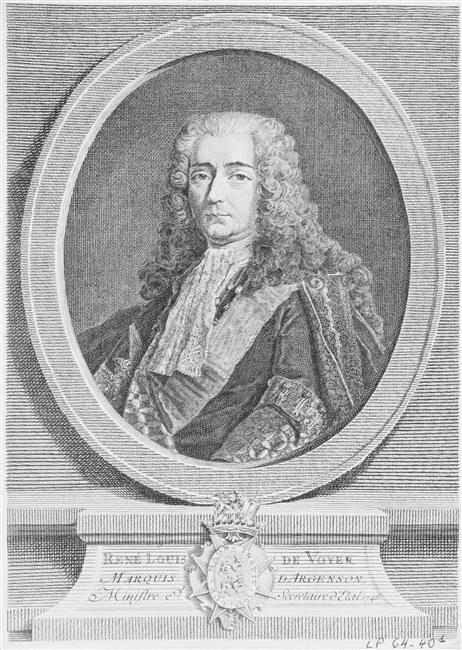
René-Louis de Voyer de Paulmy d'Argenson
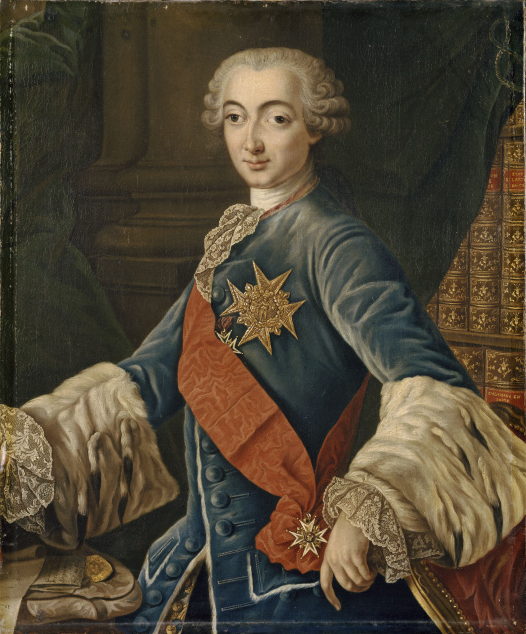
Antoine-René de Voyer de Paulmy d'Argenson
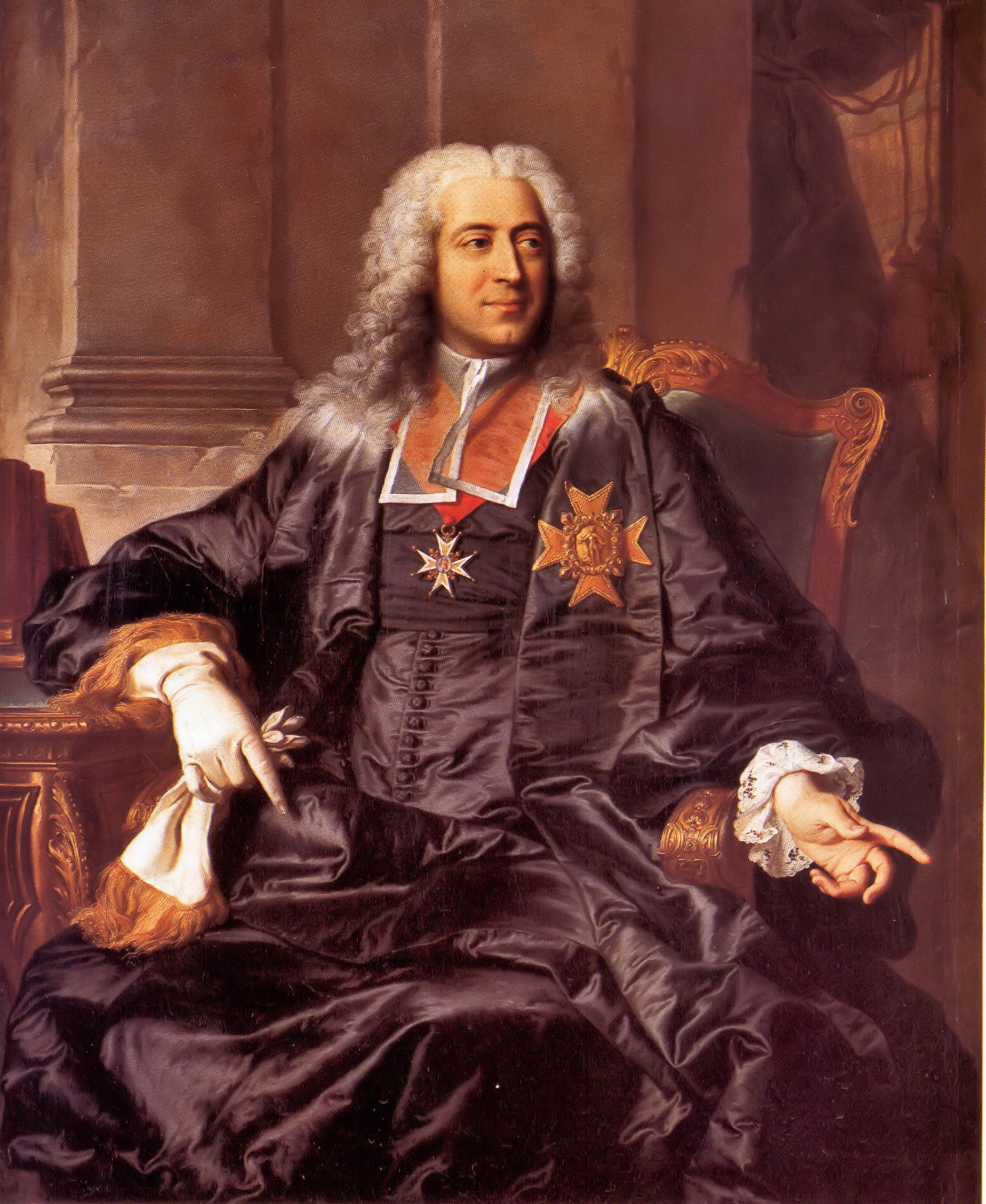
Marc-Pierre de Voyer de Paulmy d'Argenson
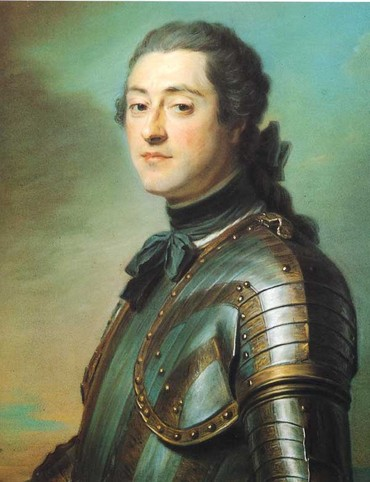
Marc-René de Voyer d'Argenson
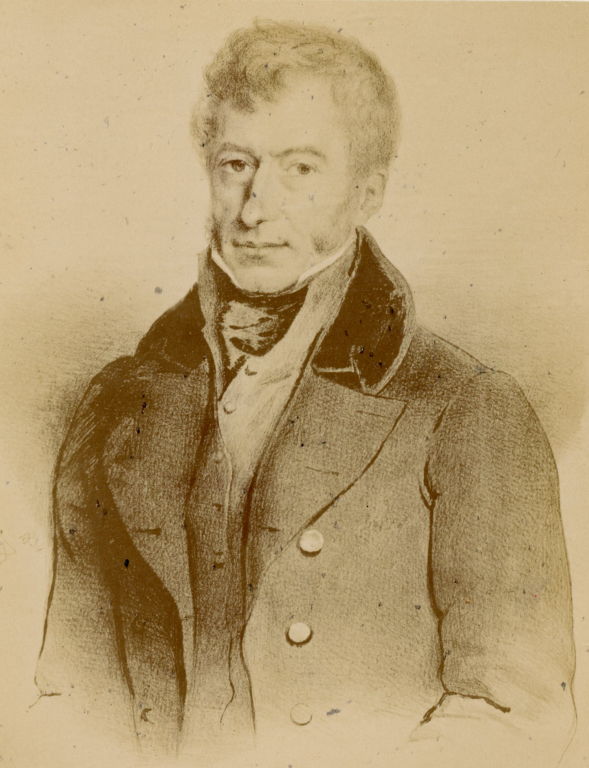
Marc-René-Marie de Voyer de Paulmy d'Argenson

## Liste des marquis d'Argenson
La seigneurie d’Argenson, en Touraine, fut érigée en marquisat en janvier 1700. 
1. 1700-1721 : Marc René de Voyer de Paulmy d'Argenson (1652-1721), 1er marquis d'Argenson
2. 1721-1757 : René Louis de Voyer de Paulmy d'Argenson (1694-1757), 2e marquis d'Argenson
3. 1757-1787 : Antoine-René de Voyer de Paulmy d'Argenson (1722-1787), 3e marquis d'Argenson
4. 1787-1842 : Marc-René-Marie de Voyer de Paulmy d'Argenson (1771-1842), 4e marquis d'Argenson
5. 1842-1862 : Charles Marc-René de Voyer de Paulmy d'Argenson (1796-1862), 5e marquis d'Argenson
6. 1862-1897 : Marc-René Marie de Voyer de Paulmy d'Argenson (1836-1897), 6e marquis d'Argenson
7. 1897-1931 : Maurice Charles Marc-René de Voyer de Paulmy d'Argenson (1875-1931), 7e marquis d'Argenson
8. 1931-1975 : Marc-Pierre Aurélien Jean Henri de Voyer de Paulmy d'Argenson (1906-1975), 8e marquis d'Argenson
9. 1975-1999 : Marc-René François de Voyer de Paulmy d'Argenson (1948-1999), 9e marquis d'Argenson
10. 1999 : Jean-Denis Melchior de Voyer de Paulmy d'Argenson (1952), 10e marquis d'Argenson.

## Armoiries
- de Voyer de Paulmy : D'azur, à deux lions léopardés d'or, couronnés du même, armés et lampassés de gueules l'un sur l'autre.[1]
- de Voyer d'Argenson : Écartelé: aux 1 et 4, les armes précédentes de Voyer; aux 2 et 3, d'argent, à la fasce de sable (Gueffaut d'Argenson). Sur le tout un écusson de gueules surmonté d'une couronne royale, et chargé d'un lion de Saint-Marc d'or, tenant l'Évangile ouvert chargé des mots : « Pax Tibi Marce Evangelista Meus ».[1]

## Pour approfondir